# Pongrácz Mihály (orvos)
Felső-eőri Pongrácz Mihály (Veszprém, 1805. május 24. – Budapest, 1879. március 22.) orvossebész-doktor, királyi tanácsos, megyei főorvos.

## Élete
Pongrácz János és Csók Katalin fia. A pesti egyetemen 1835-ben nyert orvosdoktori oklevelet. 1837-ben sebészdoktori titulust szerzett. Előbb Stáhly Ignác (1787–1849) orvos-tanár asszisztense volt, majd 1839-től Losoncon gyakorlóorvos és Nógrád megye főorvosa volt. Első császármetszését 1839. augusztus 6-án hajtotta végre. 1864 júniusában a kanyaróban szenvedő Madách Imrét is kezelte.
Cikkei a Társalkodóban (1838. Az ibolyó, melyet Magyar- és Erdélyország 16 ásvány-vizében Tognio Lajos pesti k. orvos professor úr fedezett fel) és az Orvosi Tárban (1839. I. Száj rákfene tökéletes gyógyulása, Császármetszés, 1840. II. Nógrád-Losoncz vidéki idő- és kórjárat 1840-diki áprilisban, 1841. A méhhüvely tökéletes elválása s helyéből kifordulása) jelentek meg.

## Műve
- Értekezés a csonttörésekről általánosan és különösen. (Orvostudori értekezés. Buda, 1835. Latin czímmel is).